# Смоак, Джастин
Джастин Кайл Смоак (англ. Justin Kyle Smoak, 5 декабря 1986, Гус-Крик, Южная Каролина) — американский бейсболист, игрок первой базы команды МЛБ «Торонто Блю Джейс».

## Биография

### Ранние годы
Джастин родился 5 декабря 1986 года в семье Кейта и Дебби Смоаков. Учился в Старшей школе Стрэтфорда, которую закончил в 2005 году. В год выпуска вместе со школьной командой Стрэтфорд Найтс стал победителем чемпионата штата Южная Каролина, был включён в сборную всех звёзд. Вместе со своим партнёром по команде Ризом Хэйвенсом получил титул Мистер Бейсбол в Южной Каролине. На драфте МЛБ 2005 года в 16-м раунде был выбран клубом «Окленд Атлетикс», но бейсбольной карьере предпочёл обучение в Университете Южной Каролины.
За бейсбольную команду университета Джастин выступал с 2006 по 2008 год, став одним из семи игроков в истории Юго-Восточной конференции выбивших более 60-и хоум-ранов в карьере, а также установив рекорд университета по этом показателю.
Летом 2006 года он также выступал за команду «Котуит Кеттлирс» в бейсбольной лиге Кейп-Код и был признан самым ценным игроком чемпионата. По итогам сезона портал Baseball America назвал Смоака самым перспективным игроком лиги.
В 2007 году Джастин в составе сборной США принимал участие в Панамериканских играх в Бразилии, став серебряным призёром соревнований.
В 2009 году в составе сборной США Смоак стал победителем Кубка мира, проходившего в Италии. В матчах турнира он выбил 9 хоум-ранов и сделал 22 RBI, получив приз Самому ценному игроку чемпионата.

### Профессиональная карьера
На драфте МЛБ 2008 года Джастина под общим 11-м номером выбрал клуб «Техас Рейнджерс». В августе он подписал с «Рейнджерс» свой первый профессиональный контракт на сумму 3,5 млн долларов. После заключения соглашения Смоак был отправлен в фарм-клуб «Клинтон Ламберкингз». В сезоне 2009 года он играл в лиге AA за «Фриско Рафрайдерс», а 8 июля был переведён в состав клуба лиги AAA «Оклахома-Сити Редхокс».
23 апреля 2010 года Джастин дебютировал в МЛБ в игре против «Детройт Тайгерс». В каждой из первых четырёх игр он делал уок, установив клубный рекорд. 13 июня в игре с «Милуоки Брюэрс» Смоак стал первым игроком в истории Рейнджерс, получившим платиновое сомбреро.
9 июля 2010 года он был обменян в «Сиэтл Маринерс». С 31 июля по 18 сентября Джастин выступал за фарм-клуб из Такомы, после чего был возвращён в основной состав. До конца сезона Смоак сыграл за «Маринерс» в 14-и матчах. С 2011 года он являлся игроком основного состава «Сиэтла», проведя всего несколько матчей в AAA-лиге. Покинул клуб по окончании сезона 2014 года.
3 декабря 2014 года он подписал однолетний контракт с «Торонто Блю Джейс». Дебютировал за клуб в день открытия сезона 2015 года. 8 августа выбил гранд-слэм хоум-ран в гостевой игре с «Нью-Йорк Янкис», став первым игроком в истории «Торонто», добившимся этого. После окончания сезона заключил новое однолетнее соглашение с «Блю Джейс» на сумму 3,9 млн долларов. 16 июля продлил контракт ещё на два сезона с возможностью продления договора на третий сезон.
В 2017 году занял первое место по итогам голосования и был выбран в стартовый состав сборной Американской лиги на Матч всех звёзд.